# الكيساندرو ماكسيم
الكيساندرو ماكسيم (بالرومانية: Alexandru Maxim)‏ (19 يناير 1986 بكيشيناو في مولدوفا - ) هو لاعب كرة قدم مولدوفي في مركز الهجوم. لعب مع دينامو مينسك وزمبرو تشيسيناو ونادي غوميل وFC Politehnica Chișinău ‏ وسبيرانتا نيسبوريني وFC Rapid Ghidighici ‏ وFC Kaisar ‏ وFC Academia Chișinău ‏.

## روابط خارجية
- الكيساندرو ماكسيم على موقع قاعدة بيانات كرة القدم.إي يو (الإنجليزية)
- الكيساندرو ماكسيم على موقع ناشيونال فوتبول تيمز (الإنجليزية)
- الكيساندرو ماكسيم على موقع Soccerway.com (الإنجليزية)